# Corythostoma filipjevi
Corythostoma filipjevi är en rundmaskart som först beskrevs av Hans August Kreis 1928.  Corythostoma filipjevi ingår i släktet Corythostoma och familjen Leptosomatidae. Inga underarter finns listade i Catalogue of Life.